# Humility
Humility è un singolo del gruppo musicale britannico Gorillaz, pubblicato il 31 maggio 2018 come primo estratto dal sesto album in studio The Now Now.

## Descrizione
Si tratta della traccia d'apertura dell'album e ha visto la partecipazione del chitarrista jazz statunitense George Benson, che ha contribuito anche alla composizione del brano.

## Promozione
Humility è stata annunciata per la prima volta il 30 maggio 2018, quando Zane Lowe aveva confermato la pubblicazione di The Now Now e il debutto del brano il giorno successivo al programma radiofonico Beats 1.

## Video musicale
Il videoclip di Humility è stato girato a Venice in California e ha visto la partecipazione di Jack Black. Il video è stato prodotto dallo studio d'animazione The Line in collaborazione con Blinkink e Ruffian, con rotoscopi di Trace VFX. È stato diretto dal co-creatore della virtual-band Jamie Hewlett assieme a Tim McCourt, Max Taylor e Evan Silver.
Si apre con 2D che va sui pattini a rotelle per la spiaggia di Venice. A questa scena si alternano altre in cui si inquadra Black suonare la chitarra elettrica (mimando burlescamente l'assolo di Benson). Questo tipo di sequenze appaiono frequentemente e spesso servono per introdurre altre in cui compaiono i restanti membri dei Gorillaz: Noodle è vista mentre gioca a scacchi contro Remi Kabaka Jr (uno dei produttori di The Now Now), mentre Asso (il capo della Banda dei Verdastri, alcuni degli antagonisti de Le Superchicche, che sostituisce Murdoc che è in prigione) osserva due uomini giocare a pallacanestro, ai quali poi buca la palla con un coltello. Dopo questo, vengono ripresi alcuni turisti ed abitanti del luogo in spiaggia. Verso la fine, si inquadra Russel Hobbs fermo sul bordo di un marciapiede. Non appena 2D gli passa davanti, gli fa lo sgambetto facendolo cadere. Quando questi rialza in piedi, i suoi occhi, da bianchi, diventano neri, e visibilmente irritato se ne va, inciampando nuovamente sui pattini.

## Tracce
Download digitale
1. Humility (feat. George Benson) – 3:17

Download digitale – Remixes
1. Humility (feat. George Benson) (Superorganism Remix) – 2:32
2. Humility (feat. George Benson) (DJ Koze Remix) – 4:34

## Formazione
- Gorillaz – voce, strumentazione, produzione
- George Benson – chitarra
- James Ford – produzione
- Remi Kabaka – produzione
- Stephen Sedgwick – missaggio, ingegneria del suono
- Samuel Egglenton – assistenza tecnica
- Mark Decozio – ingegneria del suono aggiuntiva
- John Davis – mastering